# Санта-Колома (Андорра)
Санта-Колома (кат. Santa Coloma) — деревня в Андорре, расположенная недалеко от столицы Андорры. Входит в общину Андорра-ла-Велья. Санта-Колома расположена на реке Валира.

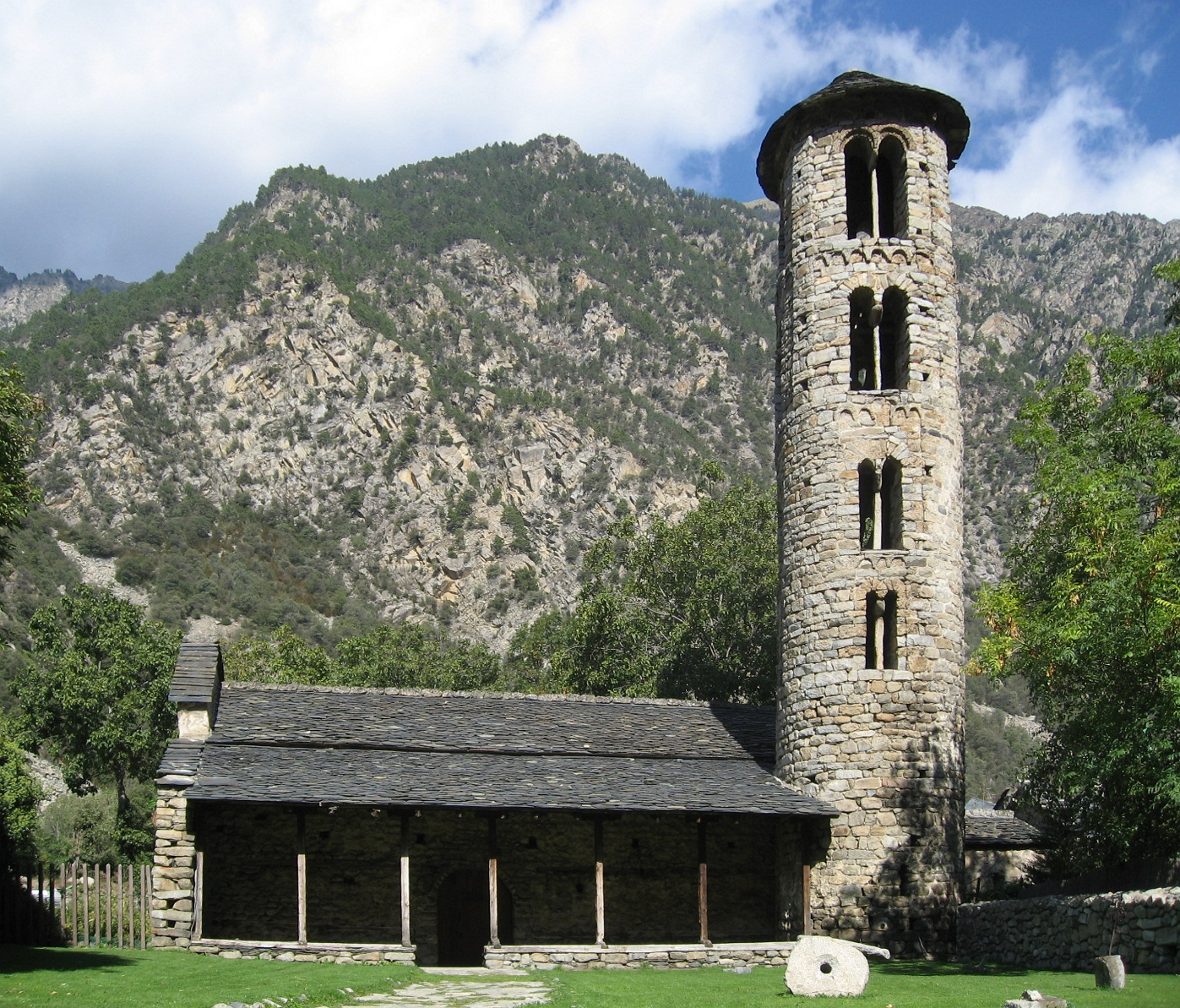
Церковь Санта Колома

В Санта-Колома есть церковь в романском стиле, 22 февраля 1999 года она была номинирована в качестве объекта Всемирного наследия ЮНЕСКО. Церковь является одной из туристических достопримечательностей Андорры. Впервые эта церковь упоминается в 839 году.
Население Санта-Коломы составляет 3002 человека (по данным на 2016 год). В 1984 году в деревне насчитывалось 667 жителей.
В деревне базируются две команды чемпионата Андорры по футболу — «Санта-Колома» и «Унио Эспортива Санта-Колома». Игры между двумя клубами называют Эль-дерби Коломенк.